# Målarsjön
Målarsjön är en våtmark, tidigare sjö i Nyköpings kommun i Södermanland och ingår i Kilaåns huvudavrinningsområde.